# Le Breuil-en-Auge
Pour les articles homonymes, voir Le Breuil.
Le Breuil-en-Auge est une commune française du département du Calvados et de la région Normandie, peuplée de 959 habitants (les Breuillois).

## Géographie

### Description
Le Breuil-en-Auge se situe dans le pays d'Auge à mi-distance de Lisieux et des villes côtières de Deauville et Trouville-sur-Mer. La commune est arrosée par la Touques.

### Communes limitrophes
Les communes limitrophes sont Coquainvilliers, Fierville-les-Parcs, Norolles, Pierrefitte-en-Auge, Saint-Hymer, Saint-Philbert-des-Champs et Le Torquesne.
| Pierrefitte-en-Auge       | Fierville-les-Parcs       | Fierville-les-Parcs       |
| Saint-Hymer, Le Torquesne | du Breuil-en-Auge         | Saint-Philbert-des-Champs |
| Coquainvilliers           | Coquainvilliers, Norolles | Saint-Philbert-des-Champs |

### Hydrographie
La commune est située dans le bassin Seine-Normandie. Elle est drainée par la Touques, le ruisseau Douet du Mieux, le fossé 03 du Vivier, le fossé 01 du Mont Lion, des bras de la Touques, le Plat Douet, le canal 02 des Communs et divers autres petits cours d'eau,.
La Touques, d'une longueur de 108 km, prend sa source dans la commune de Champ-Haut et se jette  dans la baie de Seine en limite de Trouville-sur-Mer et de Deauville, après avoir traversé 42 communes. Les caractéristiques hydrologiques de la Touques sont données par la station hydrologique située sur la commune de Pierrefitte-en-Auge. Le débit moyen mensuel est de 7,17 m3/s. Le débit moyen journalier maximum est de 32,3 m3/s, atteint lors de la crue du 26 février 2024. Le débit instantané maximal est quant à lui de 40,8 m3/s, atteint le 3 février 2021.

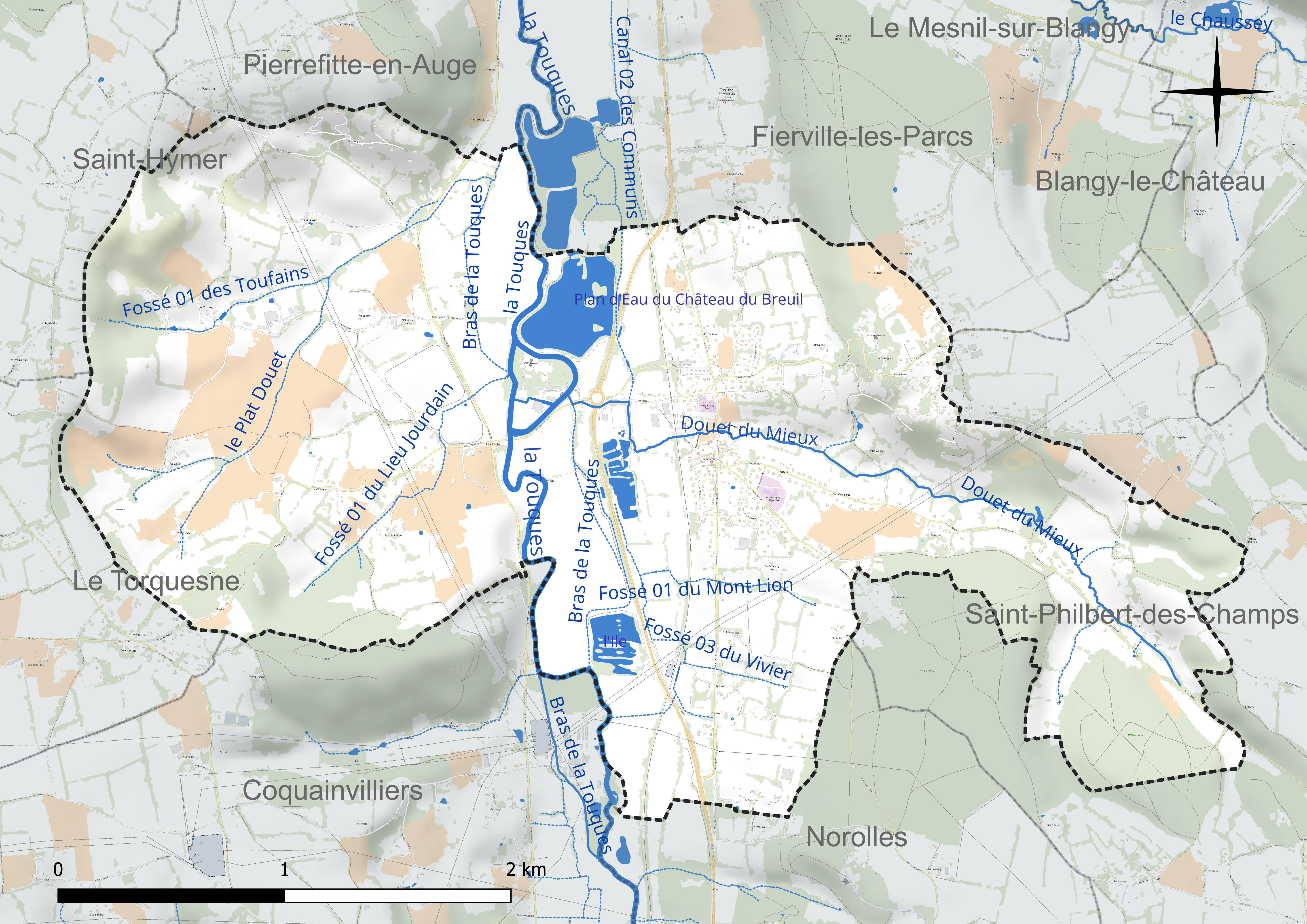
Réseau hydrographique du Breuil-en-Auge.

Deux plans d'eau complètent le réseau hydrographique : le plan d'eau du Château du Breuil (11,5 ha) et l'Ile (3,7 ha),.

### Climat
Pour des articles plus généraux, voir Climat de la Normandie et Climat du Calvados.
En 2010, le climat de la commune est de type climat océanique franc, selon une étude du CNRS s'appuyant sur une série de données couvrant la période 1971-2000. En 2020, Météo-France publie une typologie des climats de la France métropolitaine dans laquelle la commune est exposée à un climat océanique et est dans la région climatique Côtes de la Manche orientale, caractérisée par un faible ensoleillement (1 550 h/an) ; forte humidité de l'air (plus de 20 h/jour avec humidité relative > 80 % en hiver), vents forts fréquents. Parallèlement le GIEC normand, un groupe régional d'experts sur le climat, différencie quant à lui, dans une étude de 2020, trois grands types de climats pour la région Normandie, nuancés à une échelle plus fine par les facteurs géographiques locaux. La commune est, selon ce zonage, exposée à un « climat contrasté des collines », correspondant au Pays d'Auge, Lieuvin et Roumois, moins directement soumis aux flux océaniques et connaissant toutefois des précipitations assez marquées en raison des reliefs collinaires qui favorisent leur formation.
Pour la période 1971-2000, la température annuelle moyenne est de 10,7 °C, avec  une amplitude thermique annuelle de 12,9 °C. Le cumul annuel moyen de précipitations est de 803 mm, avec 12,8 jours de précipitations en janvier et 8,2 jours en juillet. Pour la période 1991-2020, la température moyenne annuelle observée sur la station météorologique la plus proche, située sur la commune de Lisieux à 9 km à vol d'oiseau, est de 11,7 °C et le cumul annuel moyen de précipitations est de 881,4 mm,. Pour l'avenir, les paramètres climatiques de la commune estimés pour 2050 selon différents scénarios d'émission de gaz à effet de serre sont consultables sur un site dédié publié par Météo-France en novembre 2022.

## Urbanisme

### Typologie
Au 1er janvier 2024, Le Breuil-en-Auge est catégorisée bourg rural, selon la nouvelle grille communale de densité à 7 niveaux définie par l'Insee en 2022.
Elle est située hors unité urbaine. Par ailleurs la commune fait partie de l'aire d'attraction de Lisieux, dont elle est une commune de la couronne,. Cette aire, qui regroupe 57 communes, est catégorisée dans les aires de 50 000 à moins de 200 000 habitants,.

### Occupation des sols
L'occupation des sols de la commune, telle qu'elle ressort de la base de données européenne d'occupation biophysique des sols Corine Land Cover (CLC), est marquée par l'importance des territoires agricoles (78,5 % en 2018), en diminution par rapport à 1990 (79,4 %). La répartition détaillée en 2018 est la suivante : 
prairies (69,7 %), zones urbanisées (9,2 %), forêts (8,9 %), terres arables (4,6 %), zones agricoles hétérogènes (4,3 %), eaux continentales (3,3 %). L'évolution de l'occupation des sols de la commune et de ses infrastructures peut être observée sur les différentes représentations cartographiques du territoire : la carte de Cassini (XVIIIe siècle), la carte d'état-major (1820-1866) et les cartes ou photos aériennes de l'IGN pour la période actuelle (1950 à aujourd'hui).

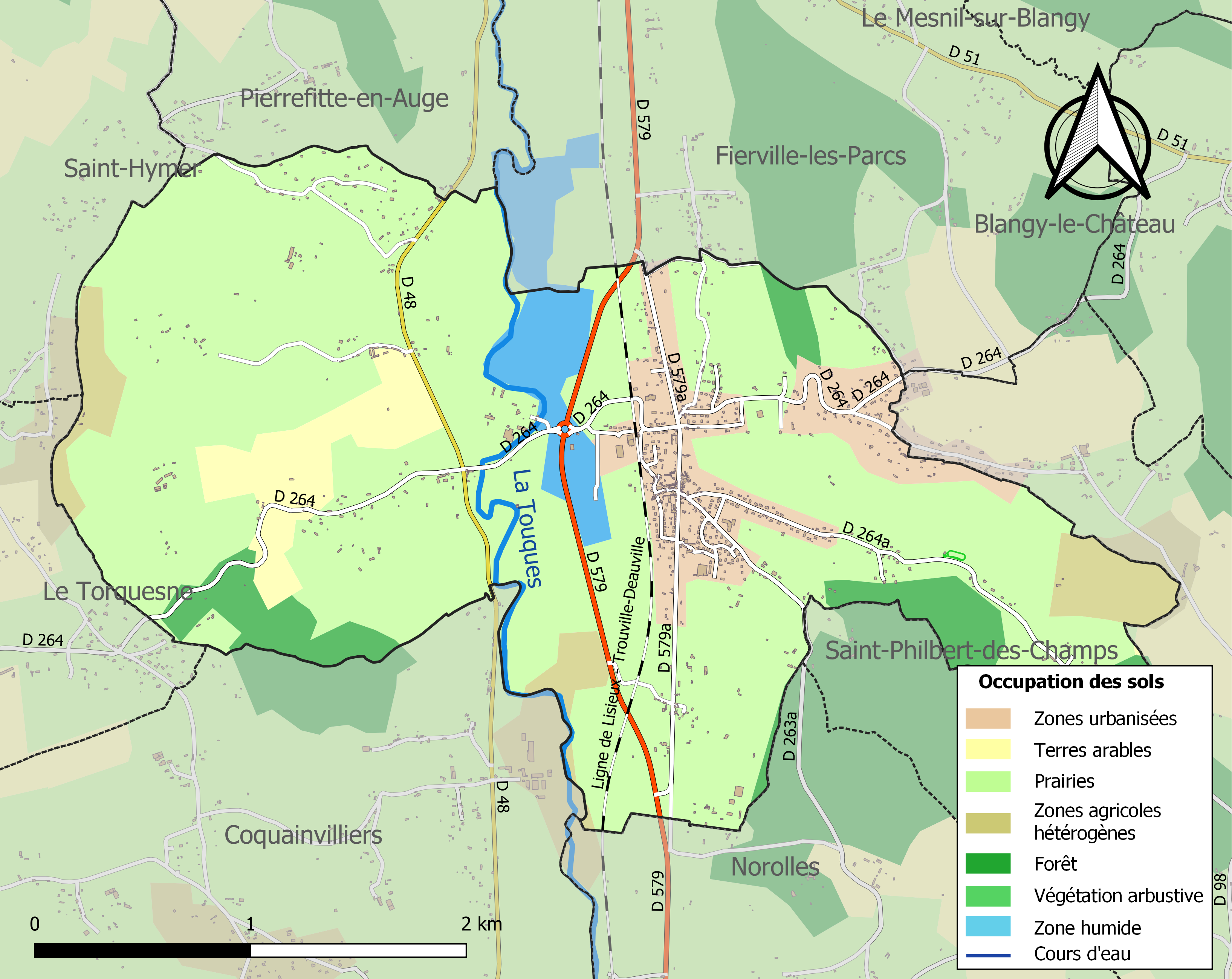
Carte des infrastructures et de l'occupation des sols de la commune en 2018 (CLC).

### Habitat et logement
En 2018, le nombre total de logements dans la commune était de 508, alors qu'il était de 485 en 2013 et de 437 en 2008.
Parmi ces logements, 86,5 % étaient des résidences principales, 9,5 % des résidences secondaires et 4 % des logements vacants. Ces logements étaient pour 94,7 % d'entre eux des maisons individuelles et pour 5,1 % des appartements.
Le tableau ci-dessous présente la typologie des logements au Le Breuil-en-Auge en 2018 en comparaison avec celle du Calvados et de la France entière. Une caractéristique marquante du parc de logements est ainsi une proportion de résidences secondaires et logements occasionnels (9,5 %) inférieure à celle du département (18 %) et  à celle de la France entière (9,7 %). Concernant le statut d'occupation de ces logements, 81,7 % des habitants de la commune sont propriétaires de leur logement (81,2 % en 2013), contre 57 % pour le Calvados et 57,5 % pour la France entière.
| Typologie                                               | Le Breuil-en-Auge | Calvados | France entière |
| ------------------------------------------------------- | ----------------- | -------- | -------------- |
| Résidences principales (en %)                           | 86,5              | 75,2     | 82,1           |
| Résidences secondaires et logements occasionnels (en %) | 9,5               | 18       | 9,7            |
| Logements vacants (en %)                                | 4                 | 6,8      | 8,2            |

## Toponymie
Le nom de la localité est attesté sous la forme Broilum en 900.
Le toponyme Le Breuil signifiait en ancien français « petit bois clos » (d'un mur ou d'une haie) et était issu du mot gaulois brogilos,. Le locatif en Auge a été ajouté en 1894 permettant d'écarter l'homonymie avec les autres communes Le Breuil.

## Histoire
En 1827, Le Breuil (489 habitants en 1821) absorbe Écorcheville (86 habitants), à l'est de son territoire.

## Politique et administration

### Rattachements administratifs et électoraux

#### Rattachements administratifs
La commune se trouve depuis 1926 dans l'arrondissement de Lisieux du département du Calvados.
Elle faisait partie depuis 1793 du canton de Blangy-le-Château. Dans le cadre du redécoupage cantonal de 2014 en France, cette circonscription administrative territoriale a disparu, et le canton n'est plus qu'une circonscription électorale.

#### Rattachements électoraux
Pour les élections départementales, la commune fait partie depuis 2014 du canton de Pont-l'Évêque
Pour l'élection des députés, elle fait partie de la quatrième circonscription du Calvados.

### Intercommunalité
Le Breuil-en-Auge est membre fondateur de la communauté de communes Terre d'Auge, un établissement public de coopération intercommunale (EPCI) à fiscalité propre créé en 2003 sous le nom de communauté de communes Blangy Pont-l'Évêque Intercom et auquel la commune a transféré un certain nombre de ses compétences, dans les conditions déterminées par le code général des collectivités territoriales.

### Administration municipale
Compte tenu de  la population de la commune, son conseil municipal est composé de quinze membres dont le maire et ses adjoints.

### Liste des maires
| Période                                  | Période                     | Identité      | Étiquette | Qualité                                                                                             |
| ---------------------------------------- | --------------------------- | ------------- | --------- | --------------------------------------------------------------------------------------------------- |
| Les données manquantes sont à compléter. |                             |               |           | |
|                                          | mars 2001                   | Denys Lécot   |           | |
| mars 2001                                | En cours (au 17 avril 2023) | David Pottier | SE        | Exploitant agricole vice-président de la CC Terre d'Auge (2023 → ) Réélu pour le mandat 2020-2026 , |

## Population et société

### Démographie
L'évolution du nombre d'habitants est connue à travers les recensements de la population effectués dans la commune depuis 1793. Pour les communes de moins de 10 000 habitants, une enquête de recensement portant sur toute la population est réalisée tous les cinq ans, les populations de référence des années intermédiaires étant quant à elles estimées par interpolation ou extrapolation. Pour la commune, le premier recensement exhaustif entrant dans le cadre du nouveau dispositif a été réalisé en 2006.

En 2022, la commune comptait 959 habitants, en évolution de −6,71 % par rapport à 2016 (Calvados : +1,58 %, France hors Mayotte : +2,11 %).
| 1793 | 1800 | 1806 | 1821 | 1831 | 1836 | 1841 | 1846 | 1851 |
| ---- | ---- | ---- | ---- | ---- | ---- | ---- | ---- | ---- |
| 508  | 288  | 537  | 489  | 545  | 559  | 628  | 860  | 754  |

| 1856 | 1861 | 1866 | 1872 | 1876 | 1881 | 1886 | 1891 | 1896 |
| ---- | ---- | ---- | ---- | ---- | ---- | ---- | ---- | ---- |
| 698  | 627  | 648  | 608  | 593  | 584  | 544  | 516  | 579  |

| 1901 | 1906 | 1911 | 1921 | 1926 | 1931 | 1936 | 1946 | 1954 |
| ---- | ---- | ---- | ---- | ---- | ---- | ---- | ---- | ---- |
| 530  | 562  | 503  | 559  | 456  | 503  | 485  | 532  | 462  |

| 1962 | 1968 | 1975 | 1982 | 1990 | 1999 | 2006 | 2011 | 2016  |
| ---- | ---- | ---- | ---- | ---- | ---- | ---- | ---- | ----- |
| 550  | 599  | 643  | 751  | 779  | 846  | 939  | 995  | 1 028 |

| 2021 | 2022 | - | - | - | - | - | - | - |
| ---- | ---- | - | - | - | - | - | - | - |
| 977  | 959  | - | - | - | - | - | - | - |

| 1793 | 1800 | 1806 | 1821 |
| ---- | ---- | ---- | ---- |
| 114  | 77   | 98   | 86   |

## Culture locale et patrimoine

### Lieux et monuments
- Le château du Breuil du XVIe siècle, devenu distillerie de calvados ; le château et le domaine se visitent. Le corps de logis, les dépendances, la porte d'entrée et la douve sont inscrits au titre des Monuments historiques depuis le 9 septembre 1933[37].
- Église Saint-Germain du XIIIe siècle. Le lutrin du XVIe siècle est classé à titre d'objet[38].
- Le manoir des Girouettes du XIXe siècle construit par le peintre Jules Grün[39].
- Le monument aux morts réalisé par Jean Le Gall en 1924.

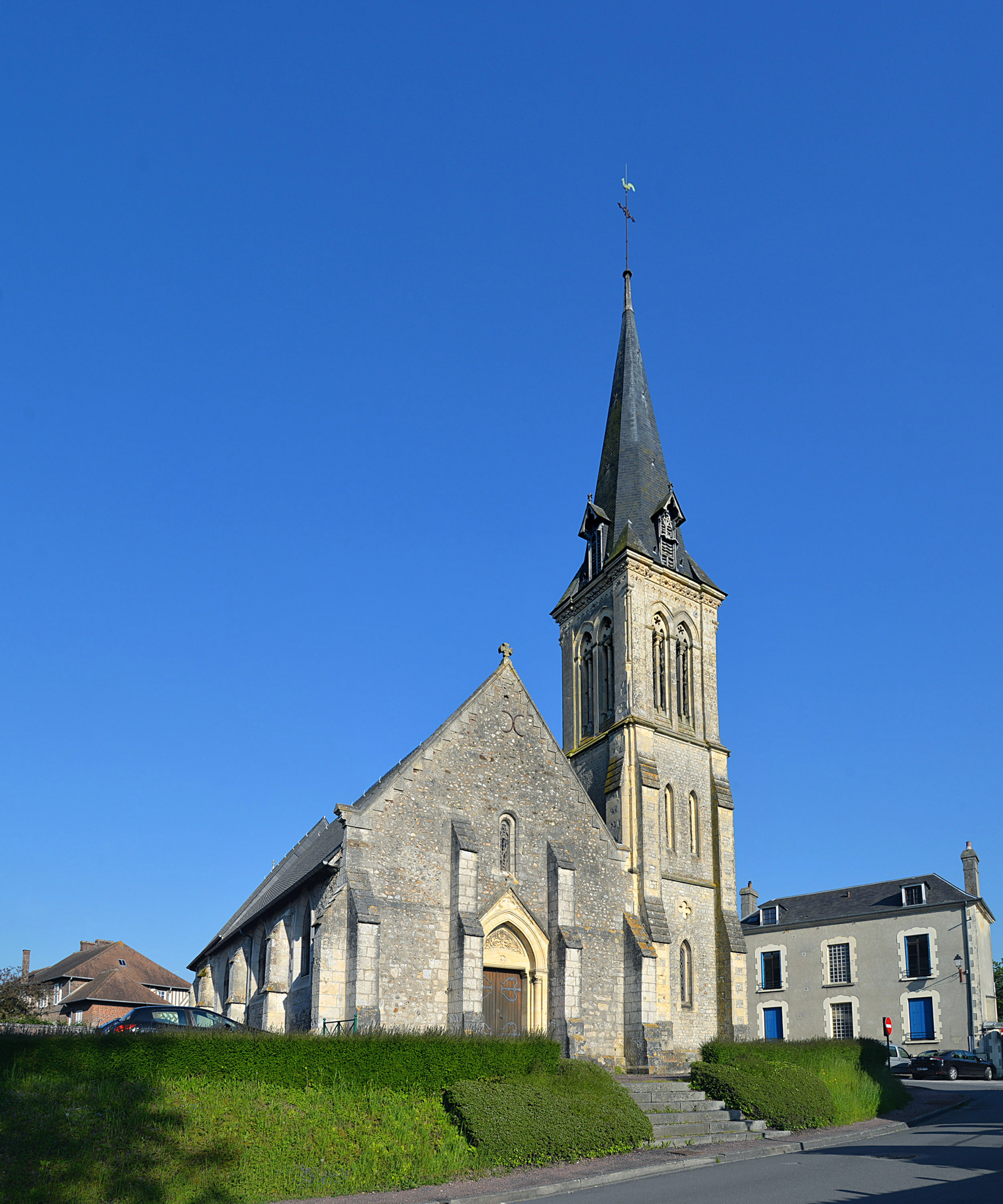
L'église Saint-Germain. Vue ouest.
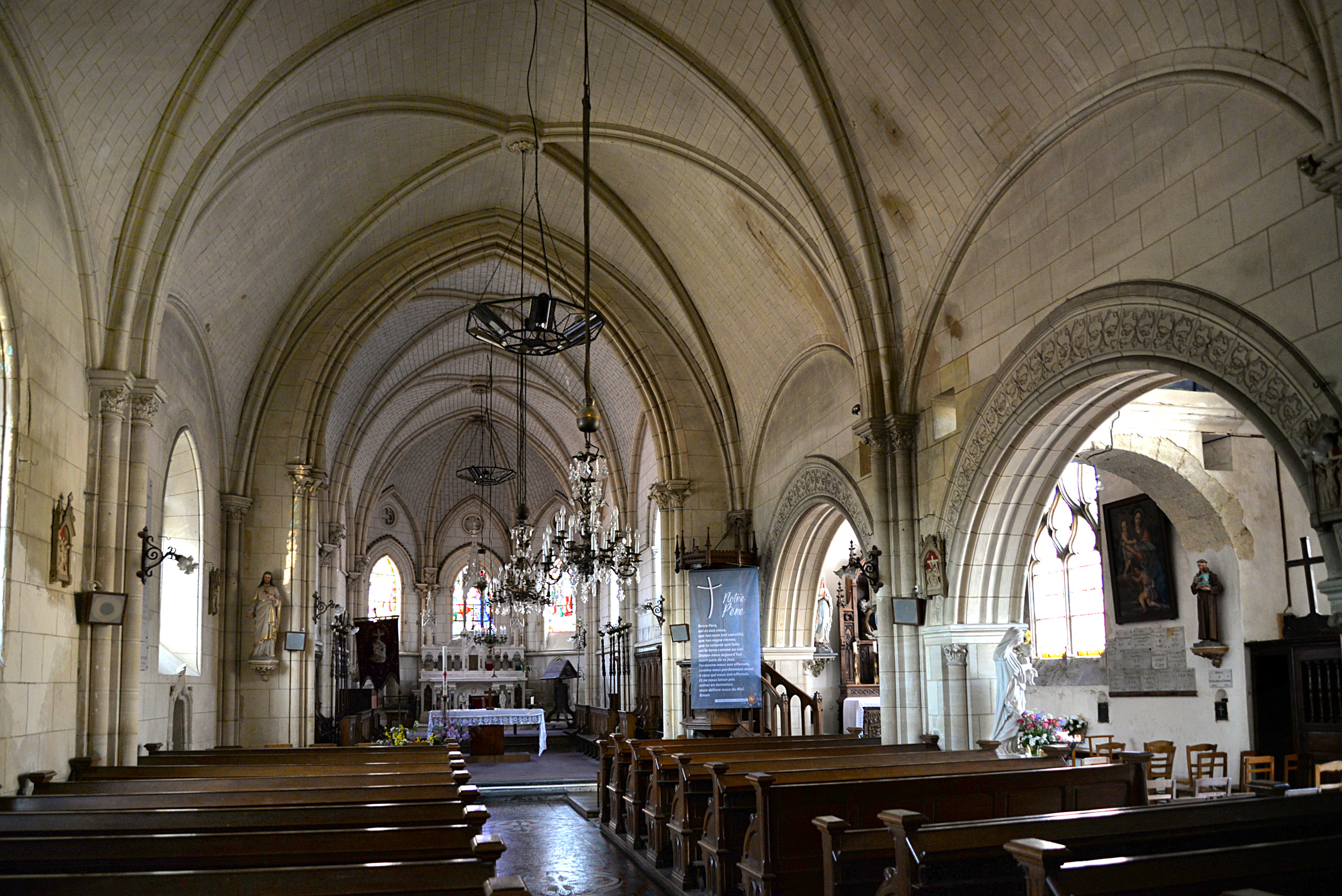
La nef de l'église Saint-Germain.
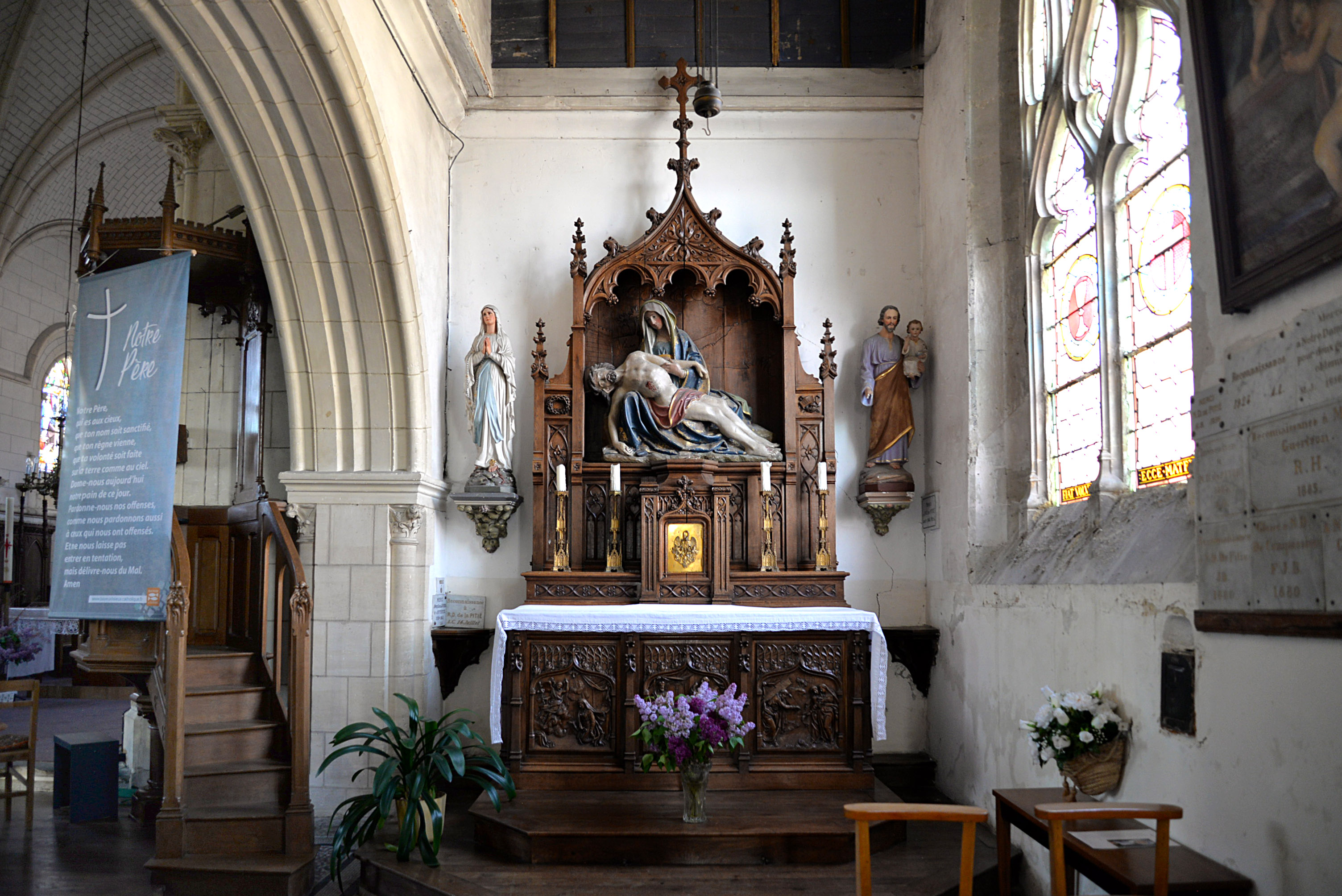
L'autel et le retable secondaires de l'église Saint-Germain.
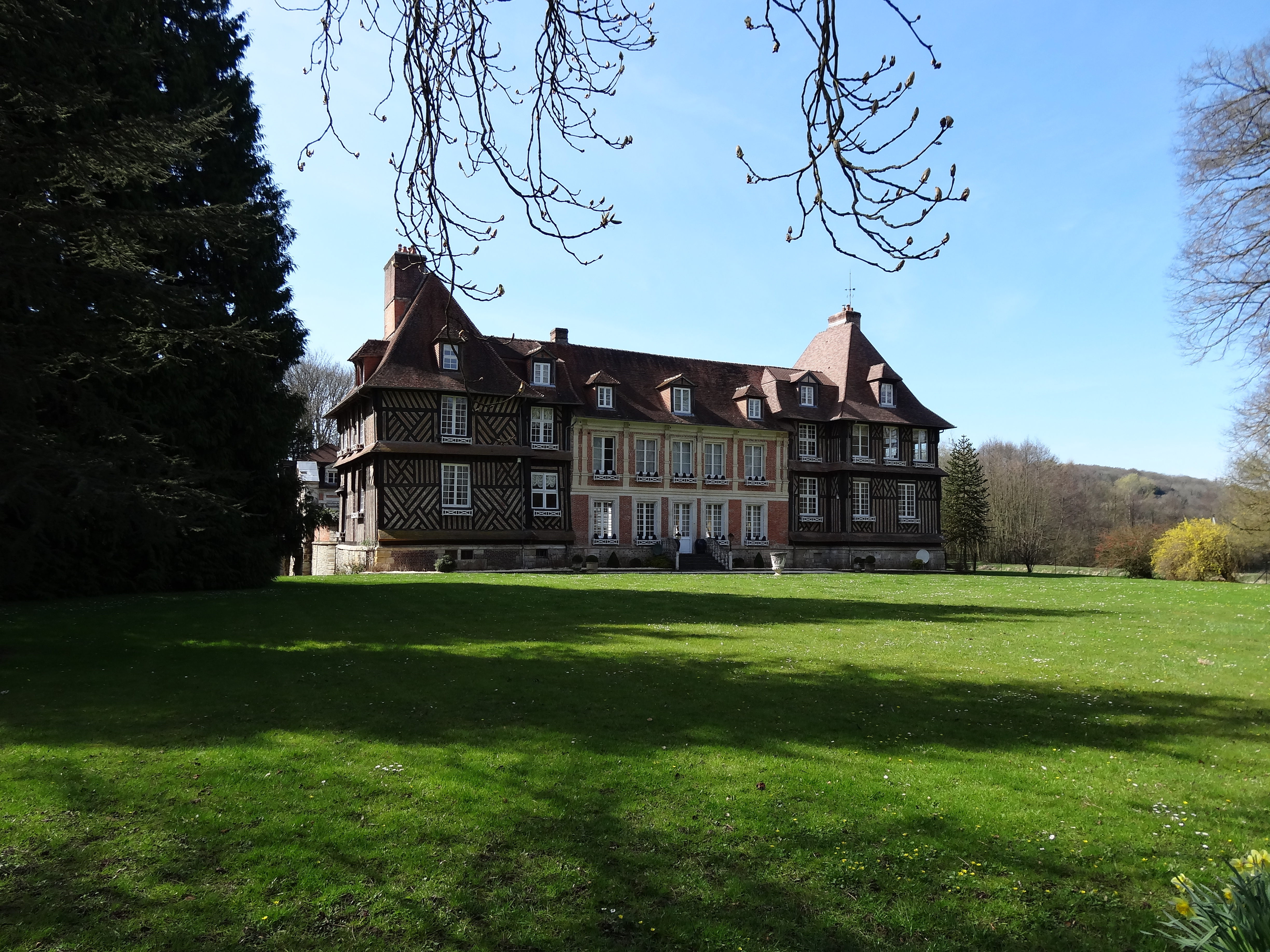
Le château.
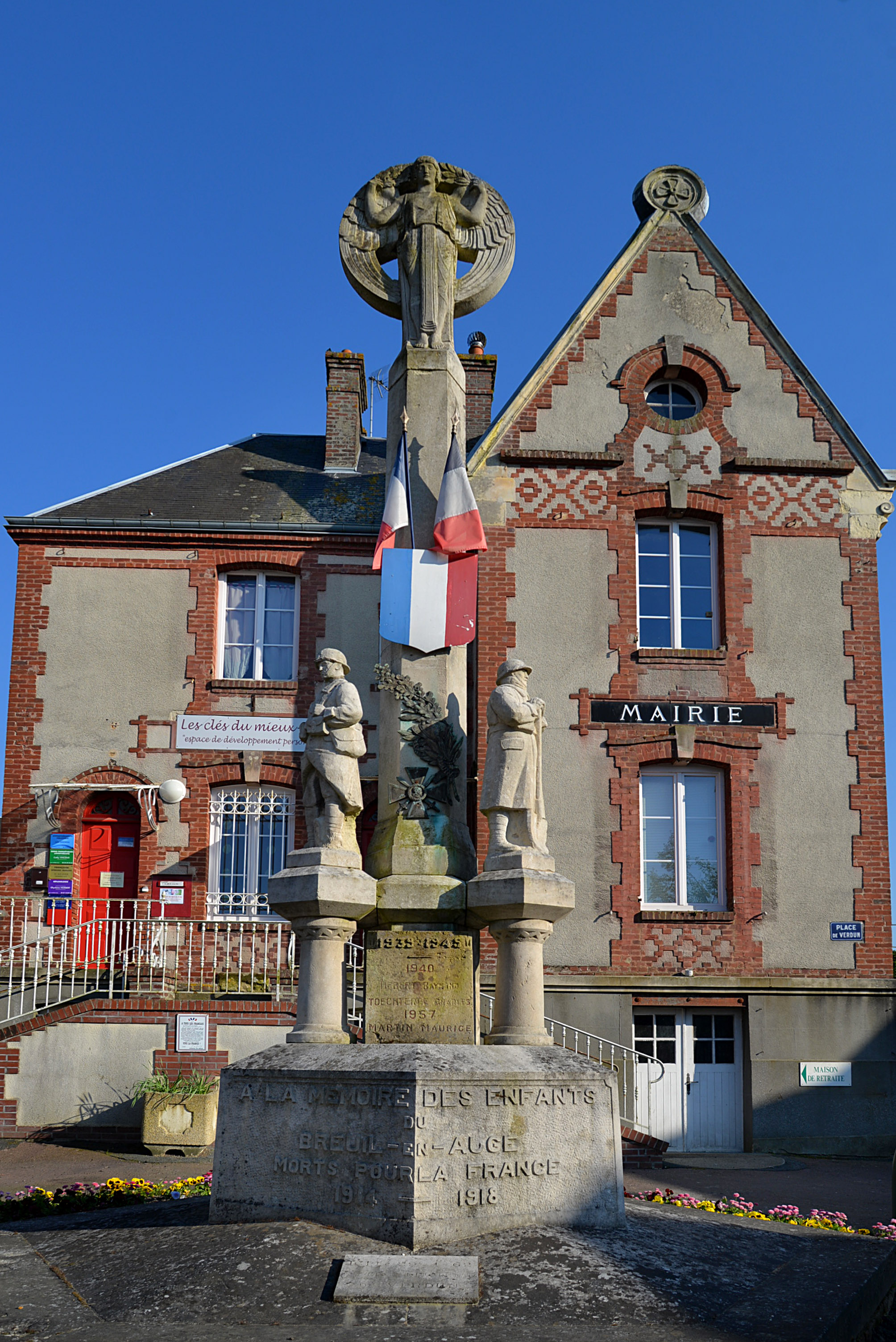
Le monument aux morts.

## Activité et manifestations

### Personnalités liées à la commune
- La reine Élisabeth II a déjeuné deux fois dans un restaurant de la commune en 1987[40].
- Le peintre Jules Alexandre Grün (1868-1934) était propriétaire du château des Girouettes[41].
- André Druelle (1895-1991), cultivateur et poète, y a passé la fin de sa vie.
- L'historien Georges Goyau (1869-1939) y avait une propriété.